# 1912 في كندا
فيما يلي قوائم الأحداث التي وقعت خلال عام 1912 في كندا.

## سياسة

### تعيين في المنصب
- 1 يناير – جورج بيري غراهام عضو مجلس العموم الكندي.
- 9 ديسمبر – هاري سميث Member of the Edmonton City Council ‏.

### انتهاء فترة المنصب
- 1 يناير – جون هاي عضو الجمعية الوطنية في كيبك [الإنجليزية]‏.
- 23 فبراير – ويليام ميلر عضو مجلس الشيوخ الكندي ‏.
- 20 يونيو – كليفورد ويليام روبنسون عضو الجمعية التشريعية لنيو برونزويك ‏.

## مواليد

### يناير
- 1 يناير – جون ريجنالد ريتشاردسون فيزيائي كندي.
- 1 يناير – ستيوارت كاميرون
- 7 يناير – لويد جاكسون لاعب هوكي جليد كندي.
- 8 يناير – لورنس والش
- 9 يناير – جولييت هيوت ممثلة كندية.
- 16 يناير – آن كامبل
- 25 يناير – كلود سوندرز مُجدّف كندي.

### فبراير
- 3 فبراير – لين باتريك لاعب هوكي جليد كندي.
- 12 فبراير – كيث بيسل
- 25 فبراير – هوارد بلاتشفورد
- 26 فبراير – جاك كونينغهام

### مارس
- 1 مارس – جيرالد كارتر
- 9 مارس – جون إدواردز لاعب كرة قدم كندية كندي.
- 16 مارس – كاميلي ماثر سياسية كندية.
- 18 مارس – ويليام هودسون سياسي كندي.
- 22 مارس – أغنيس مارتن فنانة أمريكية.
- 23 مارس – إليانور كاميرون
- 26 مارس – والتر برنارد سميث سياسي كندي.
- 28 مارس – رونالد جون بيكر مهندس كندي.
- 29 مارس – كين ستيوارت لاعب هوكي جليد كندي.
- 30 مارس – آلفين هاميلتون سياسي كندي.

### أبريل
- 8 أبريل – روي كول لاعب رماية كندي.
- 17 أبريل – غوردون هندرسون محامي كندي.
- 20 أبريل – جون غروفز قاولد سياسي كندي.
- 23 أبريل – جان بول سانت لوران سياسي كندي.
- 26 أبريل – أي. إي. فان فوغت كاتب كندي.

### مايو
- 8 مايو – جورج وودكوك
- 9 مايو – جون جيمس سميث سياسي كندي.
- 12 مايو – جون فولرتون سياسي كندي.
- 13 مايو – جيل إيفانز عازف بيانو أمريكي.
- 17 مايو – جورج براون لاعب هوكي جليد كندي.
- 22 مايو – بيت كيلي لاعب هوكي جليد كندي.

### يونيو
- 11 يونيو – كيث ر. بورتر
- 16 يونيو – ألبرت تشارتير
- 27 يونيو – ويلبر جاكيت
- 28 يونيو – جون مورو غودفري سياسي كندي.

### يوليو
- 8 يوليو – ديفيد فيفيان كوري عسكري كندي.
- 13 يوليو – جلان روبنز درّاج طريق كندي.
- 30 يوليو – جاك بورتلاند

### أغسطس
- 5 أغسطس – بوب والتون لاعب هوكي جليد كندي.
- 7 أغسطس – فيليس كرين ممثلة كندية.
- 14 أغسطس – هيلدا كاميرون عداءة سرعة كندية.
- 27 أغسطس – رايموند ميلتون لاعب هوكي جليد كندي.
- 28 أغسطس – غودي روزين لاعب كرة قاعدة من الولايات المتحدة الأمريكية.

### سبتمبر
- 2 سبتمبر – ألبرت بي. دوغلاس سياسي كندي.
- 5 سبتمبر – جورج واين حداد سياسي كندي.
- 5 سبتمبر – هنري ديك لاعب هوكي جليد كندي.
- 6 سبتمبر – ريد ميتشيل لاعب هوكي جليد كندي.
- 7 سبتمبر – ألان ميلز موسيقي كندي.
- 13 سبتمبر – كليمنت مارشان كاتب كندي.
- 17 سبتمبر – إيفا دوز منافِسة أوليمبية كندية.
- 26 سبتمبر – كينيث فارمر لاعب هوكي جليد كندي.
- 28 سبتمبر – فريدريك ويليام رووي سياسي كندي.
- 30 سبتمبر – جون الكسندر أوستين

### أكتوبر
- 2 أكتوبر – جوزيف هاريس مُجدّف كندي.
- 5 أكتوبر – هوراس جوين ملاكم كندي.
- 16 أكتوبر – ماريون ميلر متزحلقة جبال الألب كندية.
- 18 أكتوبر – لوسيان فورتين سياسي كندي.
- 25 أكتوبر – جاك كينت كوكي
- 31 أكتوبر – ميكي بليك لاعب هوكي جليد كندي.

### نوفمبر
- 4 نوفمبر – ماكس بينيت لاعب هوكي جليد كندي.
- 8 نوفمبر – جين هافوك
- 12 نوفمبر – ميلر بريتن فنان كندي.
- 14 نوفمبر – بيغي كارترايت ممثلة كندية.
- 15 نوفمبر – جون ريتشارد هايد سياسي كندي.
- 16 نوفمبر – دبليو. إي. د. روس كاتب كندي.

### ديسمبر
- 5 ديسمبر – جيرار ديون كهنوت كندي.
- 13 ديسمبر – ريد أندرسون لاعب هوكي جليد كندي.
- 18 ديسمبر – والتر كيتشن لاعب هوكي جليد كندي.
- 20 ديسمبر – تشارلز ويليام باركر سياسي كندي.
- 20 ديسمبر – دوروثي بروكشاو عداءة سرعة كندية.
- 29 ديسمبر – وارد هوكينز كاتب أمريكي.
- 30 ديسمبر – روزينا لورانس ممثلة أمريكية.

## وفيات

### يناير
- 1 يناير – جون بينيت (مواليد 1832) سياسي كندي.
- 13 يناير – توماس مكاي (مواليد 1839) سياسي كندي.
- 15 يناير – جوزيف دومون (مواليد 1847) سياسي كندي.

### فبراير
- 11 فبراير – جيمي نولز (مواليد 1856) لاعب كرة قاعدة من الولايات المتحدة الأمريكية.
- 13 فبراير – إدغار داي (مواليد 1883) لاعب هوكي جليد كندي.
- 13 فبراير – فريدريك أندرو لورنس (مواليد 1843) سياسي كندي.
- 23 فبراير – ويليام ميلر (مواليد 1835) سياسي كندي.

### مارس
- 17 مارس – ويليام روس (مواليد 1824) سياسي كندي.
- 21 مارس – أندرو أرشيبالد ماكدونالد (مواليد 1829) سياسي كندي.
- 21 مارس – جورج دبليو. وايت (مواليد 1827) سياسي كندي.

### مايو
- 13 مايو – أغنيس دينز كاميرون (مواليد 1863)
- 24 مايو – الكسندر ستيوارت (مواليد 1829) سياسي من الولايات المتحدة الأمريكية.

### يونيو
- 16 يونيو – فريدريك هاردينغ ويليام (مواليد 1844) سياسي كندي.

### يوليو
- 1 يوليو – هيو جاي تشيشولم (مواليد 1847) رائد أعمال كندي.
- 23 يوليو – جاكوب باكستر (مواليد 1832) سياسي كندي.

### أغسطس
- 9 أغسطس – جورج بلي ويت (مواليد 1873) فيلسوف كندي.

### سبتمبر
- 16 سبتمبر – إدوارد كيد (مواليد 1849) سياسي كندي.
- 24 سبتمبر – ريتشارد جون كارترايت (مواليد 1835) سياسي كندي.

### أكتوبر
- 3 أكتوبر – جيمس مكدونالد (مواليد 1828) سياسي كندي.
- 11 أكتوبر – تشارلز موس (مواليد 1840)
- 26 أكتوبر – جون هاريسون أودونيل (مواليد 1838) سياسي كندي.
- 30 أكتوبر – آدم كار بيل (مواليد 1847) سياسي كندي.

### نوفمبر
- 10 نوفمبر – لويس سير (مواليد 1863)
- 13 نوفمبر – ويليام أوغيلفي (مواليد 1846)
- 26 نوفمبر – لمويل أوين (مواليد 1822) سياسي كندي.
- 29 نوفمبر – هنري جورج أليوت (مواليد 1826)